# Jochanan Kohen
Jochanan Kohen (hebr.: יוחנן כהן, ang.: Yohanan Cohen, ur. 31 grudnia 1917 w Łodzi, zm. 20 maja 2013) – izraelski dyplomata i polityk, w latach 1957–1959 poseł do Knesetu z listy Partii Progresywnej, w latach 1973–1976 ambasador w Rumunii, w latach 1976–1979 ambasador w Finlandii.
W wyborach parlamentarnych w 1955 nie dostał się do izraelskiego parlamentu, jednak w skład trzeciego Knesetu wszedł 28 października 1957, po rezygnacji Jeszajahu Foerdera.